# Nodule noir
Le nodule noir est une maladie fongique des plantes du genre Prunus.

## Symptômes, dégats et pertes

### Symptômes
Les rameaux et les branches infectés portent des excroissances noires d'aspect rugueux et charbonneux et de forme cylindrique. Une fois que la branche est complètement encerclée par le champignon, les sections de branches situées au-dessus des nodules meurent.

### Dégats
Une infection sévère peut être mortelle pour l'arbre.

### Pertes
La maladie provoque une perte de valeur du bois.

## Cycle de vie
L'infection débute au début du printemps, mais les premiers signes de symptômes n'apparaissent pas immédiatement dès la contamination, ils apparaissent le printemps suivant. On voit d'abord apparaître un léger renflement à la base des jeunes pousses de l'année ou sur les branches.
Durant la saison de croissance, le champignon se développe dans le système vasculaire et prend de l'expansion. Les excroissances deviennent verdâtres et duveteuses en fructifiant et en relâchant les spores. Par temps humide, il peut y avoir une production importante de gomme au niveau des nodules.
Vers la fin de l'été, les nodules noircissent et durcissent. Les nodules peuvent atteindre une longueur de 20 cm et un diamètre de 4 cm. Ils entourent graduellement les branches et les rameaux de toutes dimensions.

## Traitement
Il faut couper les branches infectées, par la suite, brûler les branches coupées, et bien désinfecter les outils entre les coupes afin d'éviter de contaminer d'autres branches.

## Origine géographique
Le champignon est originaire d'Amérique du Nord.